# Jack Scott
Jack Scott, geboren als Giovanni Domenico Scafone jr. (Windsor (Ontario), 24 januari 1936 – Warren (Michigan) 12 december 2019), was een Canadese rockabilly- en countryzanger.

## Jeugd en opleiding
Jack Scott werd geboren in Canada, maar groeide sinds zijn tiende levensjaar op in een voorstad van Detroit. Daar ontwikkelde hij een voorliefde voor de landelijke countrymuziek. Op 18-jarige leeftijd formeerde hij zijn eerste eigen band The Southern Drifters. Nadat Scott de band drie jaar lang had geleid, werd hij in 1957 gecontracteerd door ABC-Paramount Records. Het was de periode van de rockabilly, die ook door Scott werd uitgeprobeerd.

## Carrière
Zijn eerste single Baby, She's Gone / You Can Bet Your Bottom Dollar verscheen in april 1957 en werd begeleid door dezelfde achtergrondband, die later ook zijn eerste hit mee opnam. Bovendien kreeg hij ondersteuning van The Chantones, een achtergrondkoor dat een essentieel aandeel had aan Scotts succes. Zijn eerste single en zijn tweede plaat Two Timin' Woman kwamen echter niet voor in de hitlijst, ofschoon deze landelijk goed verkochten. Derhalve verliet Scott ABC-Paramount het daarop volgende jaar.
Scott had in 1957 Joe Carlton kennen geleerd, die producent was bij ABC en nu zijn eigen label Carlton Records oprichtte. Bij dit label werd zijn eerste plaat My True Love (a: 3e plaats) / Leroy (b: 11e plaats) een hit. De single werd ook in Groot-Brittannië een succes en in de daarop volgende jaren had Scott steeds weer hits bij Carlton Records. Noemenswaardig is bijvoorbeeld Goodbye Baby (8e plaats). Kort na de publicatie van het nummer werd Scott opgeroepen voor de militaire dienstplicht.
In 1959 wisselde Scott naar Top Rank Records, waarbij hij in 1960 met What in the World's Come Over You (5e plaats) zijn volgende hit had, gevolgd door Burning Bridges (3e plaats). Deze beide singles waren zijn laatste grote hits. In 1961 tekende hij bij Capitol Records, maar kon slechts met kleine hits scoren. De daarop volgende jaren ging hij verder met het opnemen van country-balladen en rock-georiënteerde songs, die echter allemaal in de onderste regionen van de hitparade terecht kwamen.
In 1974 had hij bij Dot Records met You're Just Gettin' Better zijn laatste hit. Het was de enige keer dat Scott zich kon plaatsen in de countryhitlijst. Zijn voorgaande hits hadden zich allen in de nationale pophitlijsten kunnen plaatsen, hoewel zijn balladen sterk georiënteerd waren op country. Tijdens de jaren 1980 en 1990 begon Scott op te treden op rockabilly-festivals. Concerten leiden hem ook naar Europa, waaronder het Hemsby Rock-'n-Roll Weekend.
In 2015 publiceerde Scott een album met 12 nieuwe en een nieuw opgenomen nummer.

## Privéleven en overlijden
Scott woonde in Detroit. In december 2019 overleed hij op 83-jarige leeftijd aan congestief hartfalen.

## Discografie

### Singles
ABC (Paramount) Records V.S.
- 1957:	Baby, She's Gone / You Can Bet Your Bottom Dollar
- 1957:	Two Timin' Woman / I Need Your Love
- 1966:	Before The Bird Flies / Insane

London Records Nederland
- 10-1958: Leroy / My True Love
- 02-1959: Geraldine / With Your Love
- 03-1959: Save My Soul / Goodbye Baby
- 09-1959: Bella/ I Never Felt Like This
- 10-1959: Midgie /The Way I Walk
- 12-1959: There comes a Time / Baby Marie

Top Rank Records Nederland
- 02-1960: What In The World's Come Over You /Baby Baby
- 05-1960: Burning Bridges /Oh, Little One
- 10-1960: Cool Water / It Only Happen Yesterday

Top Rank Records V.K.
- 1960:	Old Time Religion / Patsy
- 1960:	Found a Woman / Is There Something On Your Mind?

Guaranteed V.S.
- 1960:	What Am I Living For / Indiana Waltz
- 1960:	Go Wild Little Sadie / No One Will Ever Know

Capitol Records Nederland
- 01-1962: Steps 1 And 2 / One of These Days
- 09-1962: I can't Hold Your Letters / Sad Story
- 05-1963: Meo Myo / All I See is Blue

Capitol Records V.S.
- 1961:	Now That I / A Little Feeling
- 1961:	Strange Desire / My Dream Come True
- 1962:	Grizzily Bear / Cry, Cry, Cry
- 1962:	You Only See What You Wanna See / The Part Where I Cry
- 1962:	If Only / Green Green Valley
- 1963:	Laugh and The World Laughs With You / Strangers
- 1963:	Burning Birdges / What In The World's Come Over You

Groove Records
- 1963:	There's Trouble Brewin' / Jingle Bells Slide
- 1964:	I Knew You First / Blue Skies
- 1964:	Wiggle On Out / What a Wonderful Night Out
- 1964:	Thou Shalt Not See / I Prayed For an Angel
- 1965:	Flakey John / Tall Tales

RCA (Victor) Records
- 1965:	I Don't Believe In Tea Leaves / Separation's Now Granted
- 1966:	I Hope, I Wish, I Think / Looking for Linda
- 1966:	Don't Hush The Laughter / Let's Learn To Live and Love Again

Jubilee Records
- 1966:	My Special Angel / I Keep Changin' My Mind

GRT
- 1970:	Billy Jack / Mary Marry Me

Dot Records
- 1974:	Face To The Wall / May You Never Be Alone
- 1974:	You're Just Getting Better / As You Take A Walk Through My Mind

Ponie
- 1976:	Spirit of '76 (mono) / Spirit of '76 (stereo)
- 1977:	Baby She's Gone / Two Timin' Woman
- 1978:	Leroy / Go Wild Little Sadie
- 1978:	Country Witch / Blues Stay Away From Me
- 1978:	Geraldine / Midgie
- 1978:	There's Trouble Brewing / Jingle Bell Slide
- 1978:	Wiggle On Out / Flakey John

Gusto / Starday
- 1977: Goodbye Baby #2 / Burning Bridges

Panorama
- 1978:	What In The World's Come Over You /?

### Albums
- 1958: My True Love
- 1960: What Am I Living For?
- 1960: What In The World's Come Over You?
- 1960: I Remember Hank Williams (VK)
- 1960: The Spirit Moves Me
- 1964: Burning Bridges
- 1974: Scott on Groove (Bear Family)
- 1979: Here's Jack Scott (CAN)
- 1979: Live at the Edge (CAN)
- 1980: Rock On
- 1986: Live in Paris (F)
- 1992: Classic Scott: The Way I Walk (Bear Family)
- 2015: Way to Survive (label Bluelight, cd en vinyl lp)
- 2016: The Very Best Of (One Day Music)

- Biblioteca Nacional de España: XX895965
- Bibliothèque nationale de France: cb148233529 (data)
- Gemeinsame Normdatei: 13451808X
- International Standard Name Identifier: 0000 0001 1606 2538
- Library of Congress Control Number: n91062963
- MusicBrainz: f2cf0640-295d-4931-ad4e-95f7ce92b6f9
- Système universitaire de documentation: 185676952
- Virtual International Authority File: 22328712
- WorldCat: E39PBJjMCrCJVRPgmPgrGFVt8C